# Levhart čínský
Levhart čínský či levhart skvrnitý čínský (Panthera pardus japonensis) je poddruh či nejnověji pouhá forma (taxonomická revize vydaná roku 2017 ho řadí k poddruhu levhart mandžuský) levharta skvrnitého žijící ve východní a severovýchodní Číně. Podobá se levhartu mandžuskému, má však tmavší oranžovo–cihlové zbarvení. Živí se především savci malé a střední velikosti. Areál jeho výskytu je značně fragmentovaný. Jeho život v divočině je velmi málo probádán a IUCN tento poddruh podle stupně ohrožení nevyhodnocuje.

## Taxonomie
Britský zoolog John Edward Gray popsal levharta čínského v roce 1862 na základě jedné kožešiny. Nazval ho nesprávně levhartem japonským (Leopardus japonensis), neboť se domníval, že kožešina pochází z Japonska. Pojmenování binomické se sice změnilo na trinomické, ale jméno japonensis vypuštěno nebylo, ačkoliv alternativní názvy se objevily. V Číně je tato kočkovitá šelma nazývána 华北豹 nebo 中国豹 (podle pin-yin přepisu huáběi bào a zhōngguó bào), což znamená „čínský levhart“ nebo „severočínský levhart“. Někdy je zde označován jako „zlato-mincový levhart“, neboť jeho barva může mít zlatavý odstín a rozety připomínají mince.
Nejnovější taxonomie (z roku 2017) publikovaná pod patronací Mezinárodního svazu ochrany přírody ho nevyděluje jako samostatný poddruh, nýbrž ho zařazuje k poddruhu Panthera pardus orientalis neboli k levhartu mandžuskému.

## Popis
Levhart čínský se zbarvením své srsti liší od jiných poddruhů. Má obvykle velmi tmavou podkladovou barvu na bocích a hřbetu. Ta je výrazně okrová, žlutohnědá a někdy až cihlově oranžová. Spodní část bývá naopak velmi světlá. Rozety jsou velké a uvnitř nich místy bývají černé skvrny. Tím se levhart čínský podobá jaguárovi. Rozměry jde o průměrný až mírně nadprůměrný poddruh. Celková délka se pohybuje mezi 1,8–2,2 metru, hmotnost osciluje mezi 22 kg (malé samice) až 75 kg (velcí samci).

## Rozšíření, biotop, populace
Levhart čínský žije pouze na území Číny. Je ostrůvkovitě rozšířen v mnoha provinciích ve středu, severovýchodě a východě země. Zdá se, že provincie Šan–si je nejpříhodnějším místem pro jeho výskyt. Na jihu přichází jeho území do styku s územím levharta indočínského. V severovýchodních provinciích se dříve potkával s levhartem mandžuským, jehož areál výskytu se však výrazně zmenšil a dnes jsou tato setkání zcela výjimečná.
Levhart čínský obývá především vrchovinné až hornaté oblasti s dostatkem hustých lesů, ale může se vyskytnout i ve stepích a polopouštích. Velikost populace je těžko kvantifikovatelná a i kvalifikované odhady se navzájem značně liší. V roce 2010 se předpokládalo, že celkem v Číně žije méně než 4 000 levhartů ze čtyř poddruhů (l. čínský, l. indočínský, l. mandžuský a l. indický). Novější průzkumy naznačují, že toto množství je s velkou pravděpodobností výrazně nižší, možná jen okolo 1 000 kusů. Studie z roku 2015 pak tvrdí, že počet kusů levharta čínského ve volné přírodě osciluje mezi 174-348, a doporučuje proto IUCN, aby zavedla samostatné ohodnocení poddruhu jako kriticky ohroženého. Nicméně článek uveřejněný v témže roce v časopisu China Scenic hovoří o méně než 2 000 jedincích, což je ale velmi vágní odhad.

## Biologie

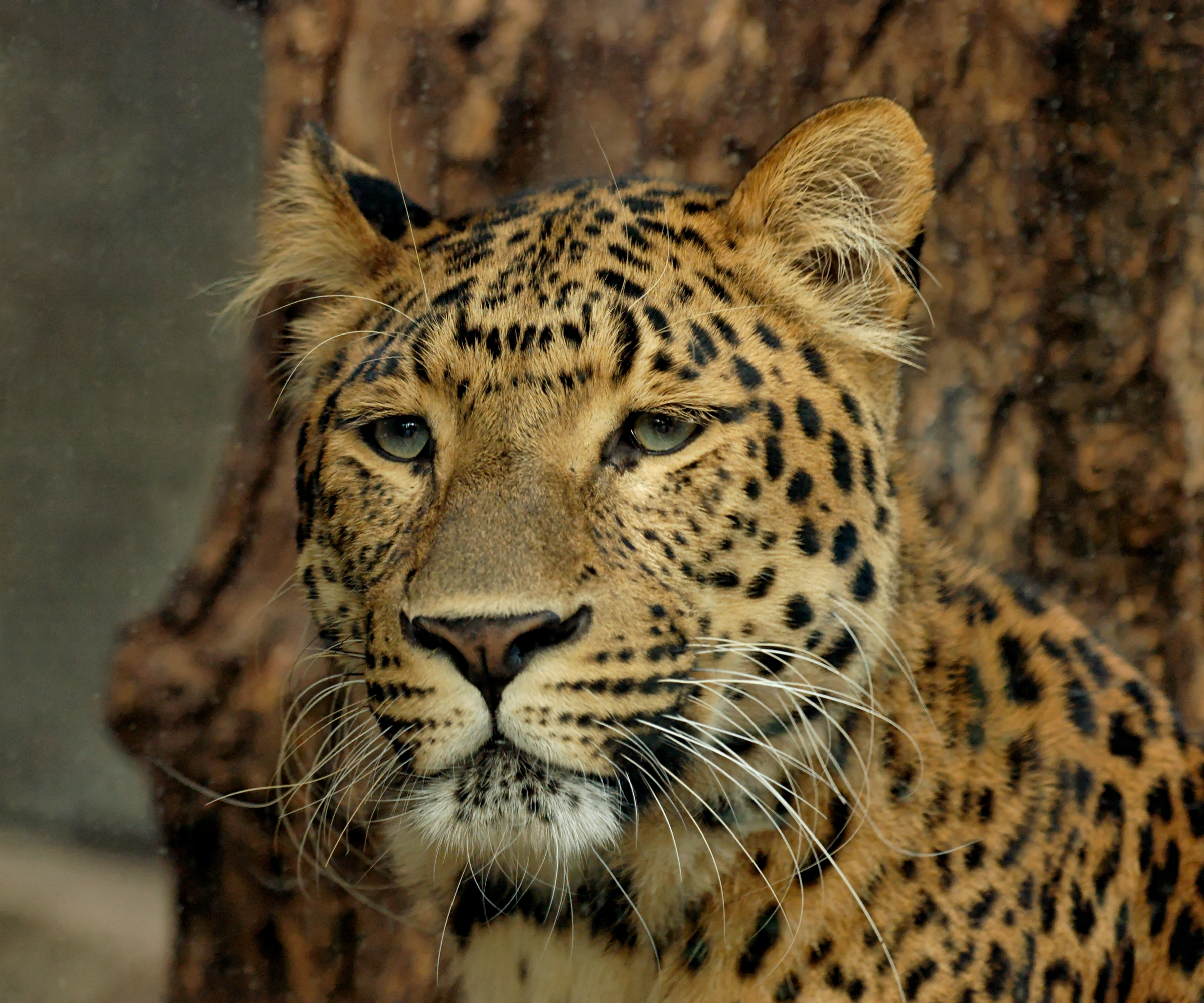
Detail hlavy levharta čínského

Levhart čínský je velmi plachý, obtížně pozorovatelný živočich. Jeho život dosud nebyl detailně studován a je k němu, na rozdíl od například afrických nebo indických levhartů, jen minimum informací. Jedná se o samotářské zvíře, jehož teritorium zabírá mnoho desítek kilometrů čtverečních.
Loví středně velké druhy kopytníků jako jsou goralové sečuánští, muntžaci chocholatí, divoká prasata, srnci a jeleni, dále pak různé hlodavce jako jsou hlodouni čínští, zajíci a krysy. Nepohrdne ani jezevci, makaky, cibetkami, ptáky a v nouzi i hmyzem. K útokům často využívá velké kameny a skalní převisy, z nichž napadá svou kořist překvapivým skokem. Zabíjí také lidmi chovaný dobytek. Levhart čínský v současnosti (2016) nemá, kromě člověka, přirozeného nepřítele. Dříve mohl být příležitostně zabit tygrem čínským, ale ten už ve volné přírodě nežije. Pokud se vyskytuje v blízkosti lidí, přesouvá se jeho aktivita více na dobu po soumraku a hlouběji do lesa.

### Rozmnožování

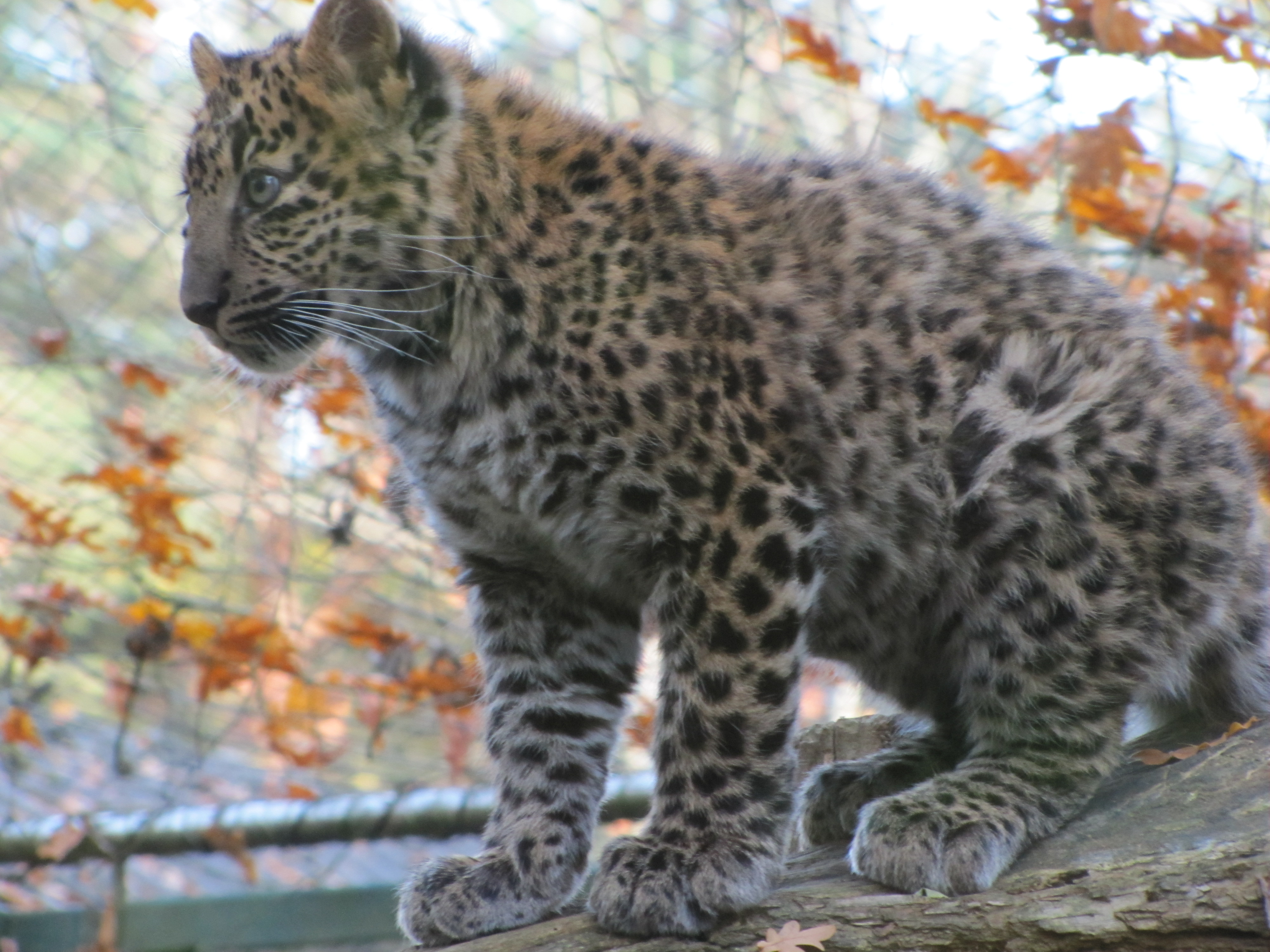
Mládě levharta čínského

Doba rozmnožování není striktně daná, ale obvykle jde o leden a únor. Březost trvá asi 105–110 dní. Následně se rodí nejčastěji 2–3 mláďata. Ta zůstávají s matkou po dobu 18–24 měsíců. Mladé samice si pak zakládají teritorium poblíž své matky, samci odcházejí hledat si území podstatně dál.

## Hrozby
Hlavním nebezpečím pro levharta čínského byl a stále je člověk a jeho aktivity. Zhruba do 50. let 20. století byl poddruh poměrně hojný, ale pak se dostal na seznam tzv. škůdců v zemědělství a jeho stavy se začaly rapidně snižovat. Ročně bylo v Číně zabíjeno 2 000–3 000 levhartů, což se následně muselo nějak projevit. Mimo pronásledování jako škůdců a zároveň zvířat využívaných v čínské medicíně jim škodil i úbytek přirozené kořisti a fragmentace životního prostoru. I přes rapidní úbytek je však zatím nepotkal osud v divoké přírodě již vyhubených tygrů čínských. Důvodů existuje několik: 1) leopard je adaptabilnější a využívá širší škálu kořisti. 2) je menší a dokáže se lépe skrývat. 3) není přece jen tak atraktivní pro tradiční čínskou medicínu. Přesto není důvod k optimismu a stavy levhartů jsou státními úřady stále poněkud nadhodnocovány. I když je již podle zákona chráněn (tzv. Class I ), hrozba vyhubení nad ním stále visí, neboť zemědělci se často mstí, když levharti zabijí jejich dobytek například tím, že umísťují otrávené návnady. Problémem je i izolace malých populací, což do budoucna hrozí příbuzenským křížením.

## Ochrana, chov v zajetí
Chinese Felid Conservation Alliance (CFCA) je malá (roku 2016 měla 12 členů) nezisková organizace, která se zabývá monitorováním a ochranou různých druhů kočkovitých šelem, především pak levharta čínského. V roce 2008 začala s rozmisťováním fotopastí v provincii Šan-si a postupně jimi pokryla území více než 300 km². Kromě jiných záběrů se jim podařilo zachytit samice se třemi různými vrhy mláďat. Členové organizace navštěvují vesnice a shromažďují informace od místních, přičemž se snaží šířit osvětu. Byl zaveden i kompenzační program, kdy jsou zemědělci odškodňováni v případě, když jejich dobytek je usmrcen některým levhartem. Standardní cena je 800 až 3000 jüanů za jedno mrtvé zvíře. Například v roce 2015 bylo v provincii S’-čchuan vyšetřeno a odškodněno zabití 40 kusů dobytka levharty. Kompenzace však nejsou dlouhodobým řešením. Členové CFCA se pokouší přesvědčit místní úřady a zemědělce, aby nenechávali dobytek volně pást v horách a ohrazovali mu pastviny. Organizace se snaží s pomocí různých dobrovolníků co nejčastěji patrolovat a odhalovat či alespoň odrazovat pytláky.
V zajetí je chováno asi 40–50 těchto šelem. V Čechách je chovají v Zoo Liberec a Zoo Plzeň. Zoo Liberec chovala levharty čínské od roku 1954 do roku 1991, během této doby se zde narodilo přes 20 mláďat. Pak nastala v chovu delší přestávka, další levhart čínský se v Liberci objevil až roku 2005. Podařilo se sestavit chovný pár a v roce 2007 se zde narodila tři mláďata. V roce 2022 se narodila další mláďata. V Zoo Plzeň byli chováni v letech 2002–2014, přičemž se zde narodila dvě mláďata, v roce 2019 byl chov obnoven. Na Slovensku je chován od roku 2020 v ZOO Košice.